# Crisolles
Crisolles är en kommun i departementet Oise i regionen Hauts-de-France i norra Frankrike. Kommunen ligger i kantonen Guiscard som tillhör arrondissementet Compiègne. År 2022 hade Crisolles 921 invånare.

## Befolkningsutveckling
Antalet invånare i kommunen Crisolles
| Referens: INSEE |